# Сиволап, Анна Николаевна
Анна Николаевна Сиволап (укр. Ганна Миколаївна Сиволап; 10 декабря 1946 год, село Ветхаловка, Гадячский район, Полтавская область, Украинская ССР) — колхозница, оператор машинного доения свекловодческого совхоза Глобинского сахарного комбината Министерства пищевой промышленности СССР, Глобинский район, Полтавская область, Украинская ССР. Герой Социалистического Труда (1981). Депутат Верховного Совета СССР 9 — 11 созывов. Лауреат Государственной премии Украинской ССР (1986).

## Биография
Родилась 10 декабря 1946 года в крестьянской семье в селе Ветхаловка Гадячского района Полтавской области. После окончания в 1961 году восьмилетней школы в родном селе работала телятницей в колхозе имени Шевченко Гадячского района. С 1963 года проживала в посёлке Глобино Глобинского района, где работала мастером машинного доения в свекловодческом колхозе Глобинского сахарного комбината. Трудилась на участках «Красное Знамя» и имени Чапаева до 2000 года. Без отрыва от производства окончила среднюю школу в Глобино (1974) и зоотехнический факультет Полтавского сельскохозяйственного института (1984).
В 1975 году получила от каждой из 16 закрепленной за нею коровы в среднем по 4509 килограмм молока, в 1979 году — от 22 коров в среднем по 7111 килограмм молока и в 1986 году получила в среднем от каждой коровы по 8950 килограмм молока. В 1981 году удостоена звания Героя Социалистического Труда «за выдающиеся производственные достижения, досрочное выполнение заданий десятой пятилетки и социалистических обязательств, проявленную трудовую доблесть».
Неоднократного участвовала во всесоюзной выставке ВДНХ, где получила несколько наград. В 1981 году избиралась делегатом XXVI съезда КПСС и депутатом Верховного Совета СССР 9 — 11 созывов.
В 2000 году вышла на пенсию. Проживает в городе Глобино Глобинского района Полтавской области.

## Награды
- Герой Социалистического Труда — указом Президиума Верховного Совета СССР от 17 марта 1981 года
- Орден Ленина — дважды (1977, 1981)
- Орден Трудового Красного Знамени (1973)
- Медаль Материнства II степени
- Медаль «В ознаменование 100-летия со дня рождения Владимира Ильича Ленина»
- Государственная премия Украинской ССР (1986)
- Золотая медаль ВДНХ (дважды) и серебряная медаль ВДНХ (дважды)